# Attatha ino
Attatha ino är en fjärilsart som beskrevs av Dru Drury 1782. Attatha ino ingår i släktet Attatha och familjen nattflyn. Inga underarter finns listade i Catalogue of Life.